# Aurelle-Verlac
Aurelle-Verlac korábbi község Franciaország Okcitánia régiójában, Aveyron megyében. Lakosainak száma 160 fő (2018. január 1.). Aurelle-Verlac Pomayrols, Prades-d’Aubrac, Saint-Geniez-d’Olt, Nasbinals, Les Salces, Trélans és Saint Geniez d’Olt et d’Aubrac községekkel határos.
2016. január 1-jén Saint-Geniez-d’Olt korábbi községgel egyesült és az így létrejött Saint Geniez d’Olt et d’Aubrac új község része lett.

## Népesség
A település népessége az elmúlt években az alábbi módon változott:
| Lakosok száma | 435  | 380  | 270  | 246  | 209  | 173  | 165  | 163  | 159  | 160  |
|               | 1962 | 1968 | 1982 | 1990 | 1999 | 2008 | 2011 | 2013 | 2017 | 2018 |